# Cliff Jones
Clifford „Cliff” William Jones (ur. 7 lutego 1935 w Swansea) – piłkarz walijski grający na pozycji napastnika. W swojej karierze rozegrał 59 meczów w reprezentacji Walii i strzelił 16 goli.

## Kariera klubowa
Swoją karierę piłkarską Jones rozpoczął w klubie Swansea Town. W 1952 roku awansował do kadry pierwszej drużyny i w sezonie 1952/1953 zadebiutował w niej w Division Two. Od sezonu 1953/1954 był podstawowym zawodnikiem Swansea, jednak nie awansował z nią do Division One.
W trakcie sezonu 1957/1958 Jones odszedł ze Swansea Town do Tottenhamu Hotspur, grającego w Division One. W sezonie 1960/1961 osiągnął z Tottenhamem swój pierwszy znaczący sukces w karierze, gdy wywalczył tytuł mistrza Anglii. W tym samym sezonie zdobył również Puchar Anglii. Po angielski puchar sięgnął też w sezonach 1961/1962 oraz 1966/1967. W 1963 roku natomiast wystąpił w zwycięskim 5:1 finale Pucharu Zdobywców Pucharów z Atlético Madryt. W Tottenhamie grał do 1968 roku. W klubie tym strzelił 135 goli w 318 rozegranych ligowych meczach.
W 1968 roku Jones odszedł do innego klubu z Londynu, Fulham. Grał w nim do 1970 roku. Następnie występował w takich zespołach jak: King’s Lynn, Bedford Town, Wealdstone, Cambridge City, Leyton-Wingate, Boreham Wood, Merthyr Tydfil, Bangor City i Hayes. Swoją karierę zakończył w 1981 roku.
| Sezon   | Klub              | Kraj   | Rozgrywki      | Mecze | Bramki |
| ------- | ----------------- | ------ | -------------- | ----- | ------ |
| 1952/53 | Swansea Town      | Anglia | Division Two   | 3     | 0      |
| 1953/54 | Swansea Town      | Anglia | Division Two   | 25    | 4      |
| 1954/55 | Swansea Town      | Anglia | Division Two   | 40    | 10     |
| 1955/56 | Swansea Town      | Anglia | Division Two   | 41    | 12     |
| 1956/57 | Swansea Town      | Anglia | Division Two   | 32    | 8      |
| 1957/58 | Swansea Town      | Anglia | Division Two   | 27    | 12     |
| 1957/58 | Tottenham Hotspur | Anglia | Division One   | 10    | 1      |
| 1958/59 | Tottenham Hotspur | Anglia | Division One   | 22    | 5      |
| 1959/60 | Tottenham Hotspur | Anglia | Division One   | 38    | 20     |
| 1960/61 | Tottenham Hotspur | Anglia | Division One   | 29    | 15     |
| 1961/62 | Tottenham Hotspur | Anglia | Division One   | 38    | 16     |
| 1962/63 | Tottenham Hotspur | Anglia | Division One   | 37    | 20     |
| 1963/64 | Tottenham Hotspur | Anglia | Division One   | 39    | 14     |
| 1964/65 | Tottenham Hotspur | Anglia | Division One   | 39    | 13     |
| 1965/66 | Tottenham Hotspur | Anglia | Division One   | 9     | 8      |
| 1966/67 | Tottenham Hotspur | Anglia | Division One   | 20    | 6      |
| 1967/68 | Tottenham Hotspur | Anglia | Division One   | 30    | 12     |
| 1968/69 | Tottenham Hotspur | Anglia | Division One   | 7     | 5      |
| 1968/69 | Fulham            | Anglia | Division Two   | 18    | 2      |
| 1969/70 | Fulham            | Anglia | Division Three | 7     | 0      |

## Kariera reprezentacyjna
W reprezentacji Walii Jones zadebiutował 9 maja 1954 roku w przegranym 0:2 towarzyskim meczu z Austrią, rozegranym w Wiedniu. W 1958 roku został powołany do kadry na mistrzostwa świata w Szwecji. Na tym turnieju rozegrał pięć meczów: z Węgrami (1:1), z Meksykiem (1:1), ze Szwecją (0:0), ponownie z Węgrami (2:1) i ćwierćfinale z Brazylią (0:1).
W swojej karierze Jones grał też w: eliminacjach do MŚ 1962 i MŚ 1966. Od 1954 do 1969 roku rozegrał w kadrze narodowej 59 meczów i strzelił w nich 16 goli.